# Тайпан
Обикновен тайпан, крайбрежен тайпан или просто тайпан е змия от семейство Аспидови. Има два подвида: новогвинейски тайпан (Ox. S. Canni) и северозараден тайпан (Ox. S. Barringeri).

## Физически характеристики
Обикновено на дължина достига 2 – 3 m, но са залавяни и по-големи екземпляри (3,3), (3,5) m. На цвят най-често е в различни оттенъци на кафявото или охра. Може да е жълтеникав или с лек зеленикав оттенък. Главата обикновено е по-тъмна от тялото. Коремът е светъл. Очите са големи, кръгли. Отровна. Отровните зъби са предни, големи (до 0,9 -1,2 cm). Отровата е мощен невротоксин който убива човек за 45 минути.

## Разпространение и местообитание
Австралия. Източното крайбрежие, източно от Големия водоразделен хребет, от нос Йорк до Бризбейн. В миналото се е срещал и на полуостров Арнемланд, но вече се смята, че е изчезнал от там. Обитава крайбрежни храсталаци и редки гори, среща се в ниви и плантации. Не се притеснява от човека, на места живее в близост до него.

## Начин на живот
Изключително агресивна и бърза змия. Когато е обезпокоена имитира кобра, издига предната част на тялото си и едва забележимо раздува шия. Храни се главно с мишки и плъхове, рядко с жаби, птици, други змии. Преди да дойдат европейците се е хранела главно с бандикути (малки двуутробни), но впоследствие си е сменила диетата, започвайки да се храни с привнесените гризачи. Женските са малко по-едри от мъжките. Снася между 10 и 20 яйца. Активна рано сутрин, привечер и нощем.